# Diego Sevillano
Diego Nahuel Sevillano (Mendoza, Argentina, 24 de febrero de 1991) es un futbolista argentino. Juega de delantero en el F.A.D.E.P de la Liga Mendocina de Fútbol.

## Trayectoria
Surgió de las inferiores de Godoy Cruz de provincia de Mendoza, donde hizo su debut en la primera división de Argentina en 2011 y a su vez debutó en la Copa Libertadores de América, marcando un gol frente a Peñarol de Uruguay. En julio de 2013 se fue cedido en préstamo por un año al FC Oțelul Galați para jugar la primera división de Rumanía.

## Estadísticas
| Club                                       | Temporada           | Liga  | Liga  | Copa Nacionales | Copa Nacionales | Copa Internacional | Copa Internacional | Total | Total |
| Club                                       | Temporada           | Part. | Goles | Part.           | Goles           | Part.              | Goles              | Part. | Goles |
| ------------------------------------------ | ------------------- | ----- | ----- | --------------- | --------------- | ------------------ | ------------------ | ----- | ----- |
| Godoy Cruz Argentina                       | 2011/12             | 0     | 0     | —               | —               | 1                  | 1                  | 1     | 1     |
| Godoy Cruz Argentina                       | 2012/13             | 6     | 1     | 1               | 0               | —                  | —                  | 7     | 1     |
| Godoy Cruz Argentina                       | Total club          | 6     | 1     | 1               | 0               | 1                  | 1                  | 8     | 2     |
| Oțelul Galați · Rumania                    | 2013/14             | 6     | 0     | 1               | 0               | —                  | —                  | 7     | 0     |
| Oțelul Galați · Rumania                    | Total club          | 6     | 0     | 1               | 0               | 0                  | 0                  | 7     | 0     |
| Unión San Felipe · Chile                   | 2014/15             | 26    | 8     | 3               | 0               | —                  | —                  | 29    | 8     |
| Unión San Felipe · Chile                   | Total club          | 26    | 8     | 3               | 0               | 0                  | 0                  | 29    | 8     |
| Deportes Quindío · Colombia                | 2015                | 13    | 7     | —               | —               | —                  | —                  | 13    | 7     |
| Deportes Quindío · Colombia                | 2016                | 15    | 4     | 2               | 2               | —                  | —                  | 17    | 6     |
| Deportes Quindío · Colombia                | 2017                | 30    | 8     | 0               | 0               | —                  | —                  | 30    | 8     |
| Deportes Quindío · Colombia                | 2018                | 17    | 0     | 5               | 1               | —                  | —                  | 22    | 1     |
| Deportes Quindío · Colombia                | 2019                | 0     | 0     | 1               | 0               | —                  | —                  | 1     | 0     |
| Deportes Quindío · Colombia                | Total               | 69    | 19    | 8               | 3               | 0                  | 0                  | 75    | 22    |
| Total en su carrera                        | Total en su carrera | 107   | 28    | 11              | 3               | 1                  | 1                  | 119   | 32    |
| Última actualización: 22.04.2019 según ref |                     |       |       |                 |                 |                    |                    |       |       |